# Папа Паскал I
Папа Паскал I (лат. Paschalis; 11. фебруар 824.) је био 98. папа од 25. јануара 817. до 11. фебруара 824.